# Limnophila (Limnophila) mitocera
Limnophila (Limnophila) mitocera is een tweevleugelige uit de familie steltmuggen (Limoniidae). De soort komt voor in het Australaziatisch gebied.